# 奥威斯太子酒店

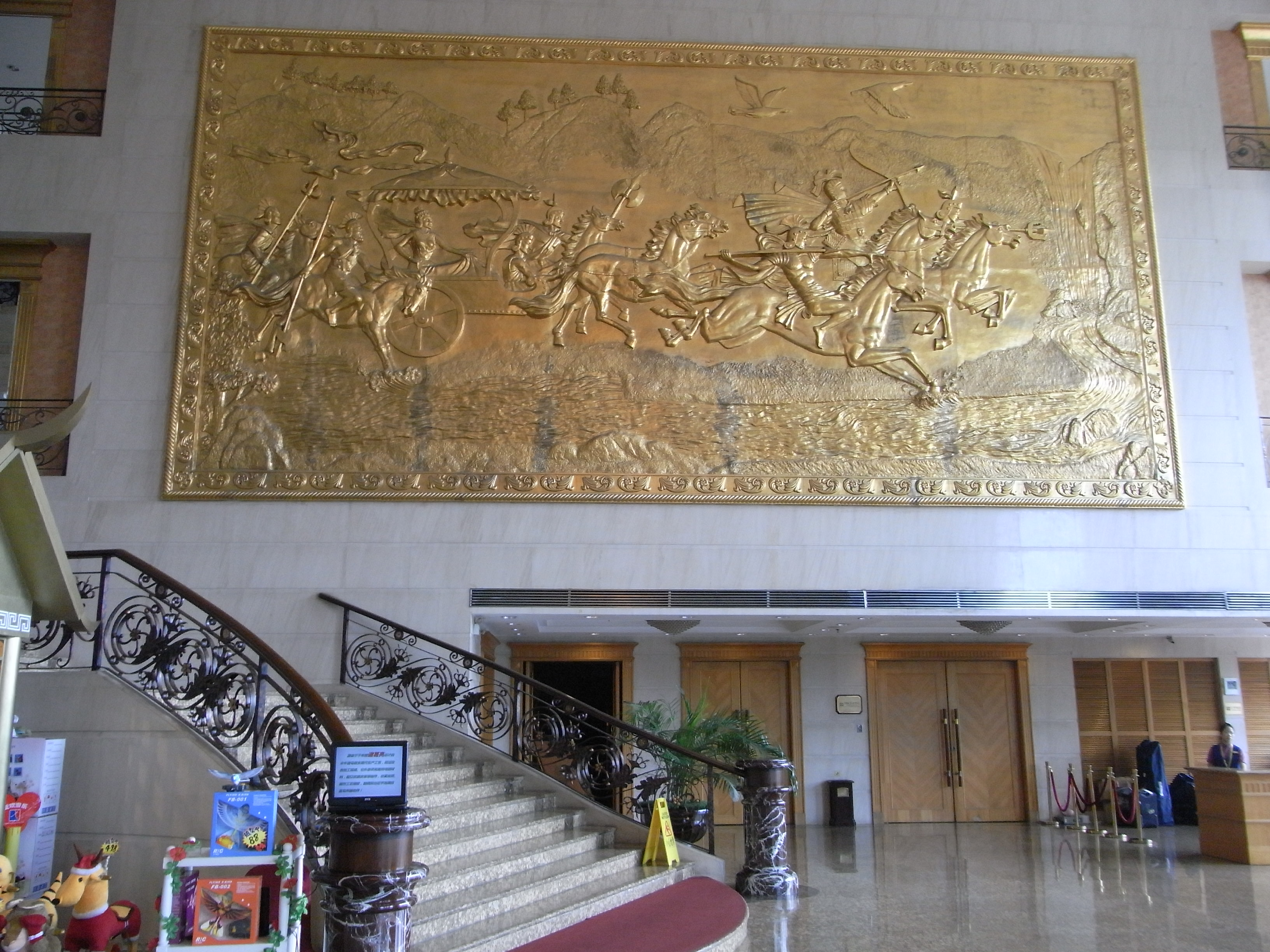
東莞太子酒店大堂(一角)

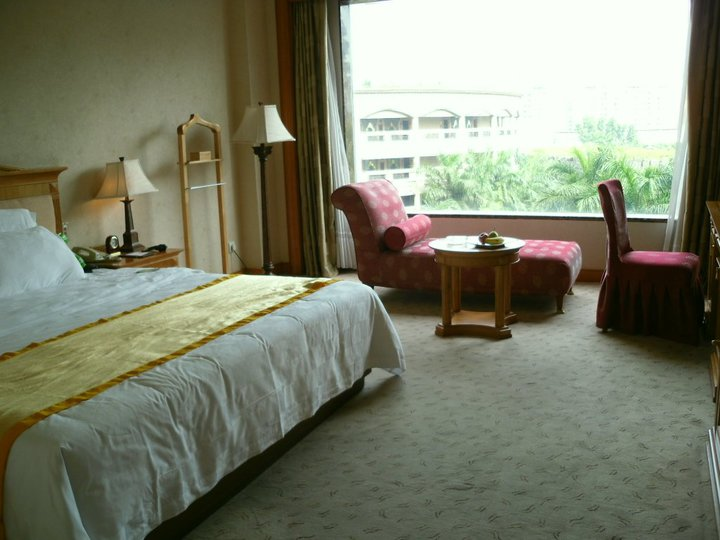
酒店房間

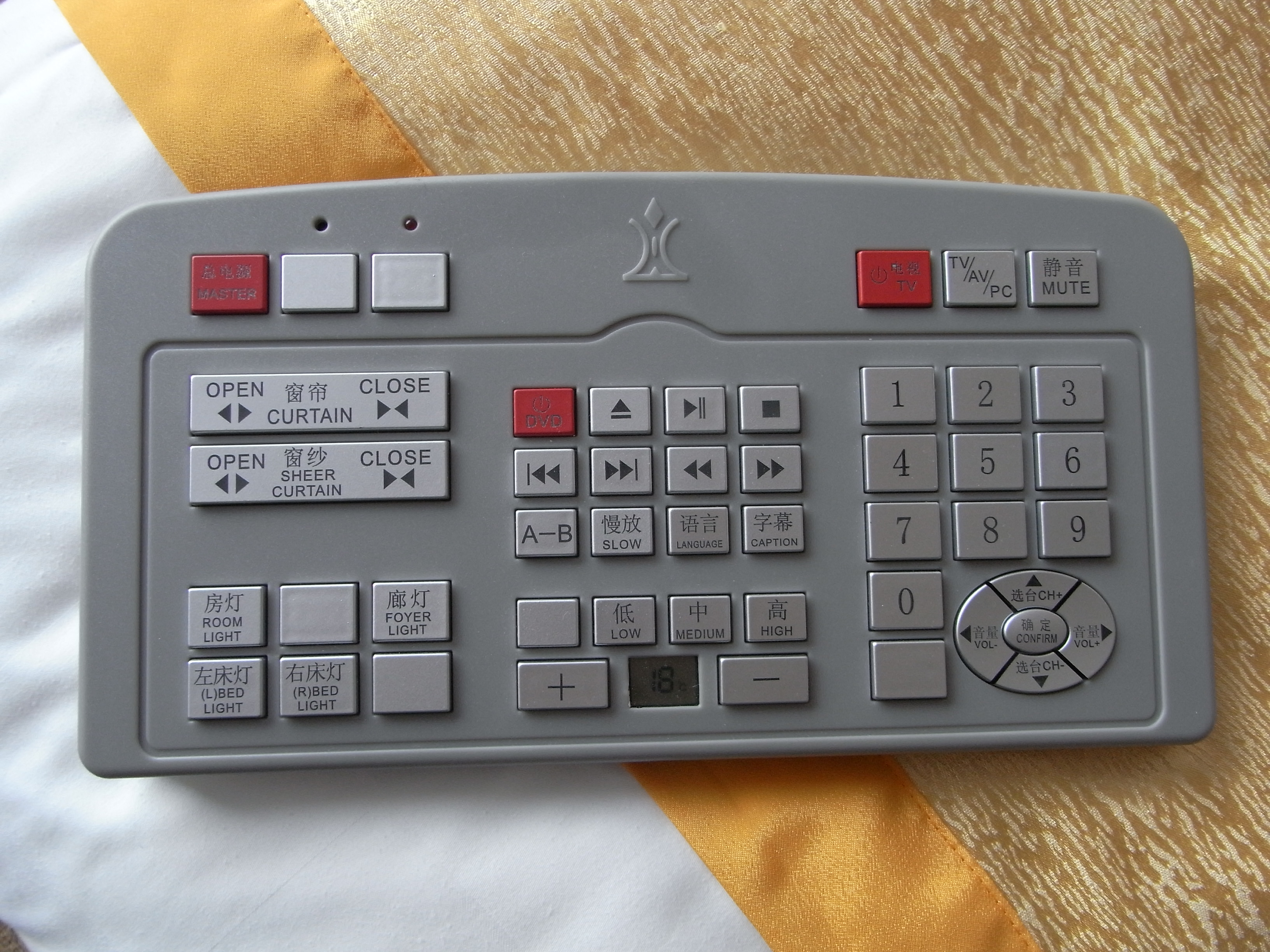
酒店房間遙控器

奧威斯太子酒店，俗稱東莞太子酒店，是一間五星級酒店，位於中华人民共和国廣東省東莞市黃江鎮江北路，由莞城或深圳市寶安國際機場前往需要30分鐘車程。
奧威斯太子酒店是香港電視劇《酒店風雲》的主要場景。

## 历史
太子酒店于1995年创立，原名太子娱乐城，由梁耀辉创立，在1997年5月10日，梁耀辉持有太子酒店的九成股份。1998年12月设立桑拿中心，2004年桑拿中心成为一个大规模提供卖淫活动的场所，组织多名未成年人在内的失足妇女卖淫。2007年9月29日，太子酒店股东变更为广东奥威斯实业投资股份有限公司和梁耀辉，两者分别拥有51%和49％的股份，并更名为奧威斯太子酒店。

## 交通
- 常平火車站

## 酒店設施
- 酒店大堂 - 宮殿級，歐陸裝飾，水晶吊燈
- 客房及套房 - 遙控器控制燈、窗帘、空調等
- 浴室 - 按摩花灑龍頭
- 演藝館 - 古羅馬圓形建築風格，可容1千多觀眾座位

## 事件
2014年2月，中国中央电视台报道了太子酒店桑拿中心进行“裸舞选秀”，涉嫌卖淫嫖娼，随后太子酒店被东莞警方检查。